# Эрста
Эрста (норв. Ørsta) — коммуна в губернии Мёре-ог-Ромсдал в Норвегии. Административный центр коммуны — город Эрста. Официальный язык коммуны — нюнорск. Население коммуны на 2007 год составляло 10 163 чел. Площадь коммуны Эрста — 804,84 км², код-идентификатор — 1520.

## История населения коммуны
Население коммуны за последние 60 лет.

Статистика коммуны Эрста